# Ásvány (anyag)

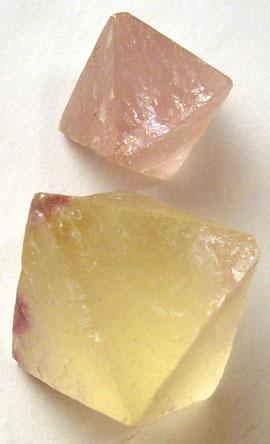
Fluoritkristályok

Az ásványok  a Föld belsejében és a Földön kívüli objektumokban előforduló, természetes eredetű anyagok, amelyek összetétele és szabályos, képlettel leírható, rendezett szerkezete egyaránt viszonylag állandó: kristályos vagy amorf. Az ásványokat tanulmányozó tudomány az ásványtan (mineralógia).

## Fogalma

### Előfordulása, homogenitása
Ásványok nem csak a földkéregben fordulnak elő, hanem más bolygókon, sőt az interplanetáris anyagban (például meteorokban, illetve meteoritokban) is. Műszeres analízissel (például transzmissziós elektronmikroszkóppal) a szabad szemmel vagy optikai mikroszkóppal egyneműnek tűnő ásványokban is egyértelmű szerkezeti és kémiai inhomogenitások látszanak. Számtalan olyan ásvány létezik (például a földpátok), melyeknek bizonyos kristálytani pozícióiba többféle ion is beépülhet, tehát egy adott ásványfaj kémiai összetétele bizonyos határok között változhat. A kristályos szerkezet sem kizárólagos követelmény, hiszen például a kovasavgél megszilárdulásával keletkező, víztartalmú opál gyengén kristályos, azaz csaknem amorf, miként a vulkáni üvegek (obszidián stb.) is. Ezeket az amorf anyagokat egyes leírások a mineraloid, azaz ásványszerű fogalommal jelölik.
A Földön körülbelül 4000 féle ásványt mutattak ki.
Az ásványok jellegzetes fizikai és kémiai tulajdonságaik alapján határozhatók meg. Egyesek szabad szemmel is könnyen felismerhetők, de számtalan ásvány csak bonyolult műszeres analitikai eljárással (például röntgendiffrakcióval, elektronmikroszkóppal) azonosítható.

### Halmazállapota
Az ásványokat hagyományosan szilárdnak tekintjük; egyes tudományágak azonban kivételeket is megengednek: a természetesen keletkező higany és víz szobahőmérsékleten folyadék, utóbbinak ráadásul szilárd halmazállapotú változatából (jég) is sok van a Föld felszínén.

### Természetes keletkezése
Valamilyen folyékony halmazállapotú anyagból kiválással keletkeznek az ásványok. A megszilárdulás - kristályosodás általában nem zavartalan, így ritkán fejlődnek teljesen szabályos és nagy méretű kristályok. Jellemző a szennyezett, keveredett, elaprózódott anyagszerkezet.
Némely ásvány nagyon hosszú idő alatt alakul ki, de vizes oldatokban akár órák alatt is keletkeznek, megfelelő körülmények között. A vízmelegítésre használt edényben lerakódó vízkő ugyanolyan kalcit, mint amilyenből a természetben keletkező édesvízi mészkő áll. Számtalan élőlény mész- vagy kovaanyagú vázat választ ki, tehát vázának elemei szerves eredetű ásványok.
A vulkanikus tevékenység kedvez ásványok és ércek kiválásának. Nem csak a forró magma de a környező  átmelegedő, gyakran savassá váló talajvíz is visszahűlve sok anyag lerakódását hozza létre.

## Ásvány és kőzet

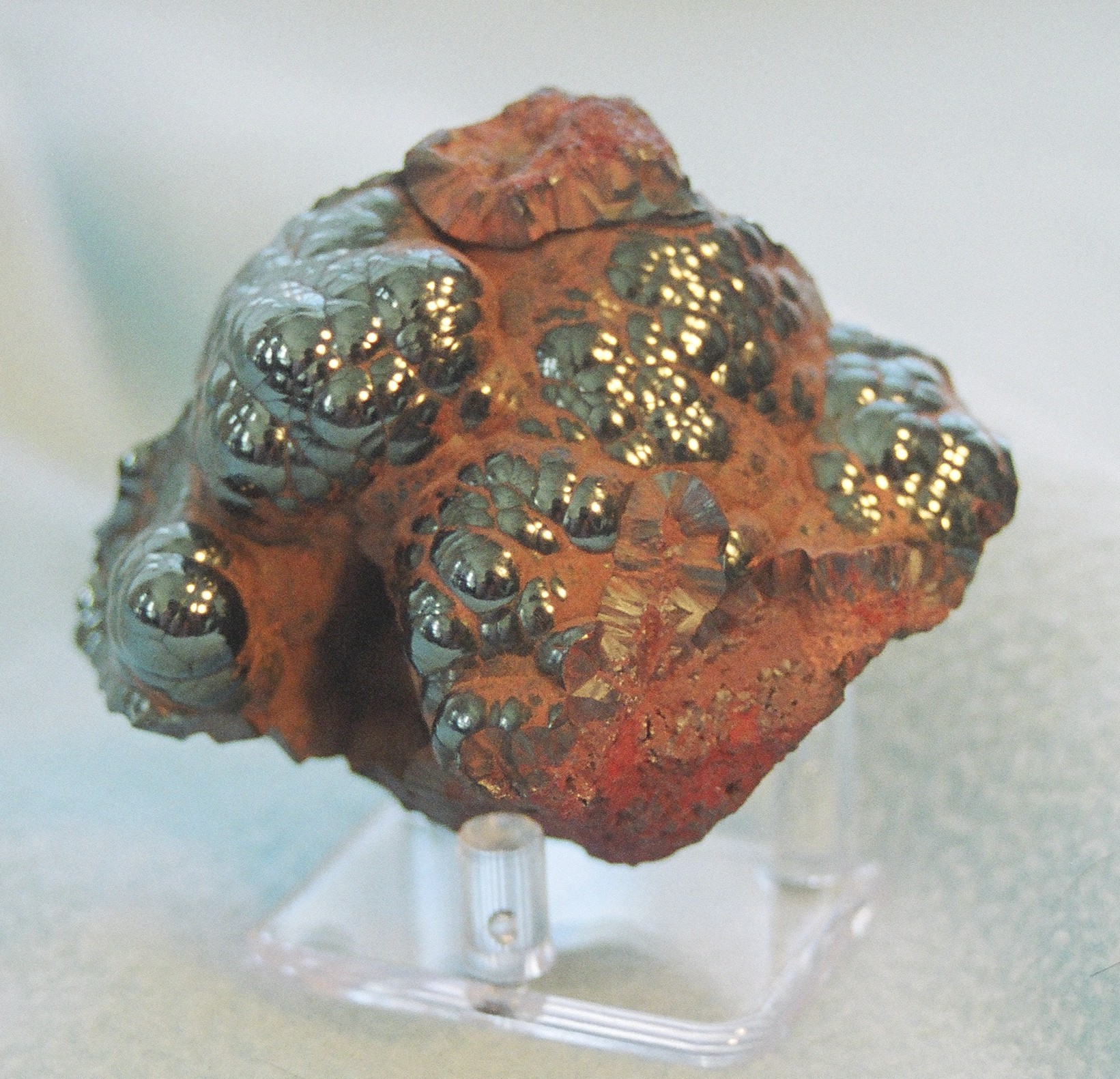
Hematit más néven vörösvasérc vesés-sugaras kifejlődésű vaskobak formájában

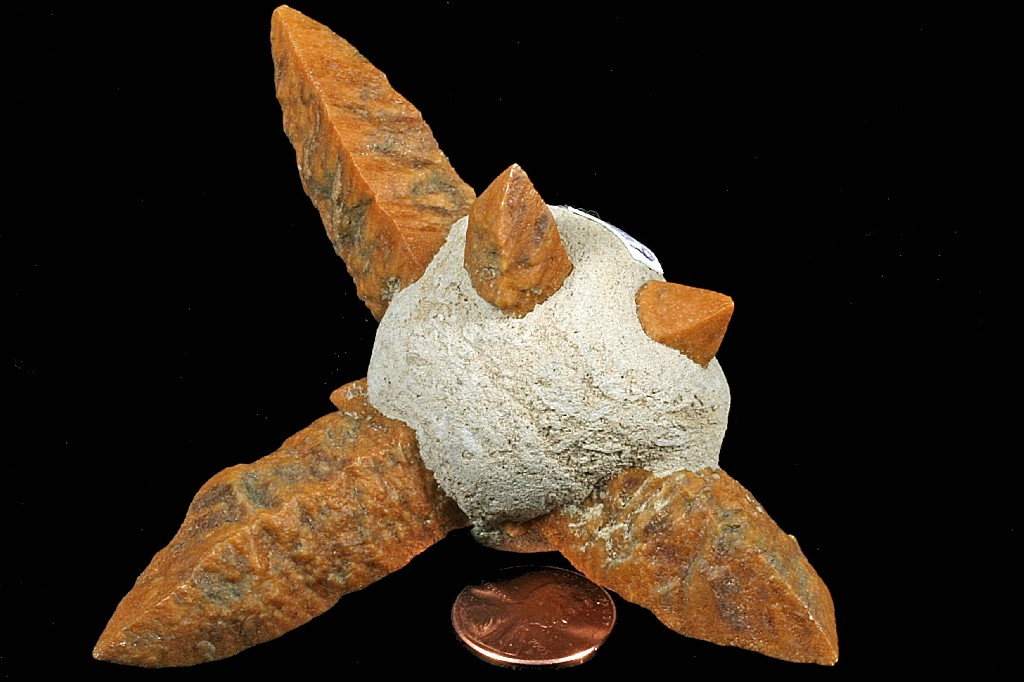
Kalcit

A kőzet természetesen keletkezett, különféle ásványokból (és mineraloidokból) álló, szilárd anyag. A legtöbb kőzet többféle ásványt tartalmaz, de léteznek gyakorlatilag egyetlen ásványból álló (úgynevezett monomineralikus) kőzetek is. A leggyakoribb kőzettípusok tömegének több mint kilenctizede viszonylag kevés (mintegy tizenöt), úgynevezett kőzetalkotó ásványból áll. Az ezeknél kisebb mennyiségben, de azért rendszeresen megtalálható ásványokat járulékos avagy akcesszórikus ásványoknak nevezzük.
A rendszeresen együtt előforduló ásványok együttese az ásványtársulás. Jellegzetes ásványtársulás például a malachit-azurit-limonit vagy a galenit-szfalerit-barit.

## Az ásványhatározásban használt fizikai és geometriai tulajdonságok

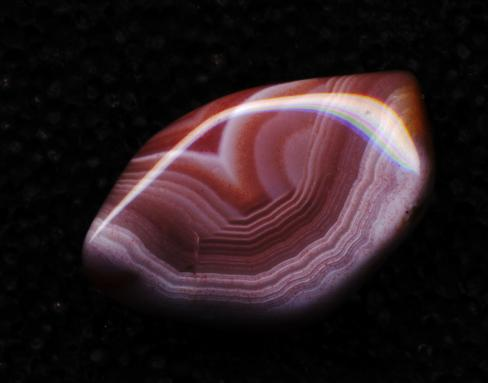
Achát (jól látható a szalagos színezettség)

Az ásványok fizikai tulajdonságainak nagy része a kristálytani irányoknak megfelelően anizotróp.
- kristályalak és habitus: egy ásványt határolhatnak jól fejlett, szabad szemmel is könnyen azonosítható kristálylapok, de gyakoribbak a tömeges megjelenésű, finomszemcsés, szélsőséges esetben csak mikroszkóp alatt tanulmányozható kristályok.
- keménység: meghatározásában leggyakrabban a karcolási keménységet alkalmazó, Mohs-féle keménységi skála használatos
- szín: a különféle ásványfajok a látható fény különböző hullámhosszúságú részeit nyelik el, vagy verik vissza, így jellegzetes színben pompáznak. Bizonyos ásványok különféle idegen szennyező ionokat vagy zárványokat tartalmazhatnak, melyek jellegzetes színt kölcsönözhetnek (például tigrisszem = kvarcváltozat, amiben finom-rostos, sárgászöld színű azbesztzárványok vannak, például achát szalagos színezettségű kalcedon). A szín lehet saját szín vagy porszín. Az átlátszatlan (opac) ásványok a visszavert fénytől, az átlátszóak az elnyelt fénytől függő színűek, míg a nem saját színűeknél gyakran előfordul, hogy a porszín egészen eltérő az ásvány saját színétől. Ilyen például a jellegzetes lila színű ametiszt, aminek porszíne fehér.
- fény: az ásványok a felületükre eső fényt különféle módon nyelik el, szórják vagy reflektálják. Ezen tulajdonság alapján megkülönböztethető matt, fém-, zsír-, selyem-, üveg-, vagy gyémántfényű ásvány.
- karc szín: a karcolással előállított finomszemcsés ásványtörmelék színe mázatlan porcelánon.
- hasadás: ha mechanikai behatásra egy kristály meghatározott síkok, kristálylapok mentén válik részekre, akkor hasad. Minősége szerint lehet tökéletes (például csillámok), jó és rossz.
- törés: ha mechanikai hatásra az ásvány kristálytani irányoktól függetlenül megjelenő, egyenetlen felületek mentén válik részekre, akkor törik. Típusai például kagylós (például opál), egyenetlen, földes (például kaolinit), horgas törés (ércásványok) stb.
- sűrűség
- optikai tulajdonságok: többnyire polarizációs mikroszkópban meghatározható tulajdonságok, többek között a többszínűség (pleokroizmus), az UV-fény hatására keletkező lumineszcens szín, a relatív törésmutató, a kettőstörés mértéke stb.
- egyéb tulajdonságok: mágnesesség, radioaktivitás, mechanikai deformáció.
- piroelektromosság: egyes ásványok kristályainak két végén hőközlés hatására potenciálkülönbség keletkezik.
- piezoelektromosság: nyomó- vagy húzóerő hatására létrejövő potenciálkülönbség. Jellemzője, hogy elektromos áram hatására a folyamat ellenkezője zajlik, a hosszméretváltozás váltóáram hatására periodikus.
- elektromos vezetőképesség: ami az elektromos ellenállás reciproka és legtöbbször nagy mértékben anizotróp.

## Az ásványok kémiai tulajdonságai és rendszerezése

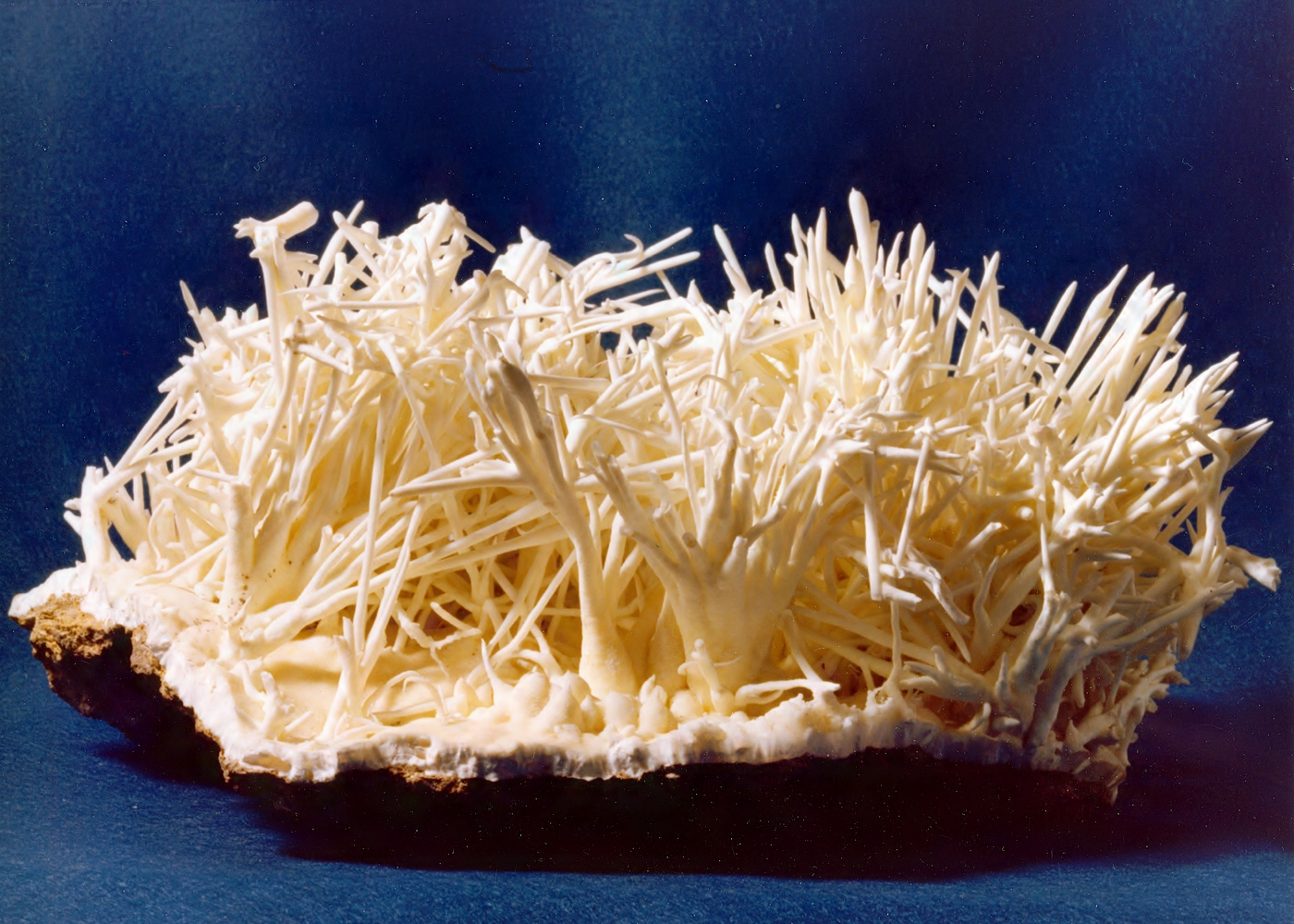
Aragonit kristályhalmaz

Mivel az anyagszerkezet elsődleges módon befolyásolja az ásványok kémiai, fizikai és morfológiai tulajdonságait, ezért az ásványrendszertan alapja alapvetően a kristálykémia. A legnagyobb ásványrendszerezők közül elsősorban az amerikai James Dwight Dana (1813-1895) és a német Karl Hugo Strunz (1910-2006) nevét kell megemlíteni. Utóbbi "Mineralogische Tabellen" c. munkája 1941-ben jelent meg először, amely szerint az egyszerű és összetett anionok által meghatározott ásványosztályok sorrendje a következő:
| I.    | Terméselemek                  |
| II.   | Szulfidok és rokon vegyületek |
| III.  | Oxidok és hidroxidok          |
| IV.   | Szilikátok                    |
| V.    | Foszfátok és rokon vegyületek |
| VI.   | Szulfátok és rokon vegyületek |
| VII.  | Karbonátok, nitrátok, borátok |
| VIII. | Halogenidek                   |
| IX.   | Szerves ásványok              |

Maga a rendszer az ionizáció nélküli elemkapcsolódásoktól (fémes és kovalens kötésektől) a mind nagyobb ionizációs fokú kötések irányába mutat. Az ásványokat azonban nemcsak kémiai összetételük, hanem belső szerkezetük is jellemzi, ezért az ásványrendszertan – az említett kémiai mellett – kristályszerkezeti alapokon is nyugszik.

## Kapcsolódó szakterületek
- ásványtan
- kőzettan
- kristálytan